# Earache Records
Earache Records – niezależna wytwórnia płytowa powstała w połowie lat 80. XX wieku z inicjatywy Digby "Dig" Persona.
Główne siedziby Earache zlokalizowano w Nottingham w Wielkiej Brytanii oraz w Nowym Jorku w USA. Działalność Persona znana jest m.in. z wpływu jaki wywarł na rozwój gatunków grindcore oraz death metal, promując wczesne wydawnictwa stylu w latach 1986–1993. Pierwszym znaczącym wydawnictwem był album Scum grup Napalm Death z 1986 roku, ponadto wytwórnia wydaje albumy takich grup jak: Akercocke, At the Gates, The Berzerker, Brutal Truth, Bolt Thrower, Carcass, Cathedral, Decapitated, Deicide, Entombed, Godflesh, (projekt) Grindcrusher, Hate Eternal, Massacre, Morbid Angel, Mortiis, Napalm Death, Pitch Shifter, Terrorizer oraz Vader.